# Union Automobile Company (1901)

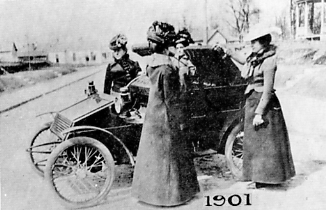
Automobil-Prototyp von 1901, aus dem später der Union wurde. Der Wagen wurde von John W. Lambert konstruiert.

Die Union Automobile Company war ein US-amerikanischer Automobilhersteller, der 1901 gegründet wurde.

## Geschichte
Das Unternehmen stellte von 1902 bis 1905 in Union City (Indiana) Automobile her. 1905 zog die Gesellschaft nach Anderson (Indiana) um.
John W. Lamberts erster Verkaufserfolg in der Automobilbranche war der Union. Der Wagen wurde mit Genehmigung der Handelskammer von Union City nach der Stadt, in der er hergestellt wurde, benannt. Die meisten Komponenten wurden von der Buckeye Manufacturing Company in Anderson hergestellt, die ebenfalls Lambert gehörte.
Der erste Union wurde 1902 ausgeliefert. Das erste Lambert-Automobil mit Reibscheibenantrieb und ohne Getriebe war als Prototyp 1901 auf der Straße zu sehen. Zum Antrieb diente ein Zweizylinder-Boxermotor mit 2471 cm³ Hubraum, der weit vorne eingebaut und mit zwei seitlichen Ketten mit den Antriebsscheiben hinten verbunden war. Es wurde zum Beispiel ein einsitziges Automobil gefertigt, das 634 kg wog und dessen Motor 4 bhp (2,9 kW) leistete. Ein anderes Modell wog 815 kg und sein Motor leistete 7 bhp (5,1 kW). Auch diese Motoren entstanden bei Buckeye. Sie liefen bis zu 1500 min−1; im Standgas aber drehten sie nur 150 min−1. Sie waren mit Zündmagneten ausgestattet. Dem ersten Modell folgte bald ein zweites – ebenfalls mit Reibscheibenantrieb –, dessen Motor aber ganz hinten eingebaut war.
Die Union Automobile Company baute in den Jahren 1904 und 1905 auch ein 5-sitziges Tonneau-Modell. 1904 hatte der Wagen 10 bhp (7,4 kW), 1905 waren es schon 12 bhp (8,8 kW) oder 16 bhp (11,8 kW). Im Jahre 1905 fand die Produktion schon großenteils im Werk Anderson statt, wo schon von Anfang an die Motoren entstanden. Im gleichen Jahr wurde der Union in Lambert umbenannt.
Die Union Automobile Company baute Mittelklasse-Benzinautomobile für Geschäfts- und Privatkunden. Die Anlagen der Firma gehörten großenteils der Buckeye Manufacturing Company, Hersteller von Fuhrwerken, und der Lambert Gas and Gasoline Engine Company in Anderson, die beide der Familie Lambert gehörten. Insgesamt entstanden über 300 Union-Automobile.
Weitere US-amerikanische Hersteller von Personenkraftwagen der Marke Union waren Union Electric Company, Union Automobile Manufacturing Company, Union Carriage Company, Union Sales Company und Union Automobile Company (von 1915).

## Modelle
| Modell | Bauzeitraum | Zylinder | Leistung         | Radstand | Aufbauten                           |
| ------ | ----------- | -------- | ---------------- | -------- | ----------------------------------- |
| A      | 1902–1903   | 2 Boxer  | 8 bhp (5,9 kW)   | 1829 mm  | Runabout 2/4 Sitze                  |
| B      | 1904        | 2 Boxer  | 12 bhp (8,8 kW)  | 1829 mm  | Runabout 2/4 Sitze                  |
| C      | 1904        | 2 Boxer  | 10 bhp (7,4 kW)  | 1981 mm  | Tonneau 5 Sitze                     |
| D      | 1905        | 2 Boxer  | 12 bhp (8,8 kW)  | 2057 mm  | Tonneau 5 Sitze                     |
| E      | 1905        | 2 Boxer  | 16 bhp (11,8 kW) | 2388 mm  | Runabout 2/4 Sitze, Tonneau 5 Sitze |